# Celtus (groupe)
Pour les articles homonymes, voir Celtus.
Celtus est un groupe irlandais de rock celtique, formé en 1996 par Pat et John McManus, deux frères musiciens ayant obtenu une certaine renommée grâce à leur précédent groupe, Mama's Boys.

## Parcours
Quelques mois après la mort de leur frère Tommy, Pat et John MacManus se retrouvent et décident de jouer à nouveau ensemble. John vient juste de composer un morceau instrumental intitulé « Brother's Lament », dédié à son frère défunt. Le nouveau groupe des frères McManus est baptisé Celtus. Le style musical de Celtus est assez éloigné du hard rock des Mama's Boys. Il s'agit à présent d'une musique fortement inspirée du folklore irlandais, interprétée à l'aide d'instruments traditionnels, et dont les sonorités peuvent faire penser aux œuvres de Loreena McKennitt ou de Clannad.
Le pianiste Jonathan Czerwik complète la formation et un premier album, Moonchild, sort en 1997. Parmi les chansons qui composent cet album, « Love turns to dust » est la seule à avoir été écrite avec Tommy ; il était prévu qu'elle figure sur un album des Mama's Boys.
Le deuxième album, publié en 1999, propose une musique toujours aussi séduisante sans toutefois reproduire à l'identique la formule de Moonchild. C'est pourtant un échec commercial et Sony, la maison de disques, décide de se débarrasser du groupe.
Rooted, le troisième album, est auto-financé et, faute de distributeur, n'est vendu que lors des concerts et par le biais du fan-club. Entre-temps, Dan Axtell (claviers, chœurs) a rejoint Pat et John et la formation enregistre l'album en public Live 2000 et un dernier album studio, What goes around..., avant de disparaître.
Au cours de sa courte existence, Celtus aura réalisé des albums de grande qualité et donné quelques concerts mémorables, notamment ceux du Royal Albert Hall et du London Palladium. John McManus et Dan Axtell ont prolongé leur collaboration au travers d'un album intitulé Rivers of Time. En 2003, Pat McManus a rejoint le groupe de rock irlandais Indian. À ce jour, Pat et John McManus n'envisagent pas de reformer Celtus.

## Discographie
- Moonchild (1997)  : 1. Strange Day In The Country * 2. Moonchild * 3. Every Step Of The Way * 4. Some Kind Of Wonder * 5. Brother's Lament * 6. Beyond The Dark * 7. Love Turns To Dust * 8. Rosa-Ree * 9. The Pilgrim * 10. Trikuti * 11. We Two Are One
Musiciens  : John McManus (chant - flûte - cornemuse), Pat McManus (guitare - bouzouki - violon - chœurs), Jonathan Czerwik (claviers - chœurs), Pino Palladino (basse)  : 1-2-4, Nicolas Fiszman (basse)  : 6-7-8-9-10-11, Jean-Michel Biger (batterie)  : 1-2-8-9-11, Ray Fean (batterie)  : 3-6-10
- Portrait (1999)  : 1. Two Worlds * 2. Wide Awake * 3. Touch You * 4. Science Of Love * 5. Believe * 6. Waiting For The Rain * 7. The Awakening * 8. Bubble * 9. Portrait * 10. Cathedral
Musiciens  : John McManus (chant - flûte - cornemuse), Pat McManus (guitare - bouzouki - violon - chœurs), Jonathan Czerwik (claviers - chœurs), Adam Bushell (batterie)  : 1-2-3-6-7-8-9-10, Phil Spalding (basse)  : 1-2-3-6-7-10, Giles McCormick (basse)  : 4-5, Nick Beggs (basse)  : 8-9, Gary Barnacle (saxophone)  : 8, B. J. Cole (pedal steel)  : 10
- Rooted (2000)  : Heart And Hand * Voyage * Time League * Voice Cries Out * Whisper * Wasteland * Navigator * Purple Diadem * Unbound * Two Worlds * Moonchild * Bubble
Musiciens  : John McManus (chant - basse - flûte - cornemuse - percussions), Pat McManus (guitare - bouzouki - violon - chœurs), Dan Axtell (claviers - chœurs)
- Live 2000 (2001)  : Navigator * The Pilgrim * Wide Awake * The Awakening * Believe * Claddagh * Portrait * Cathedral * We Two Are One * Purple Diadem * Don't Be Fooled * Dear Irish Boy
Musiciens  : John McManus (chant - basse - flûte - percussions), Pat McManus (guitare - bouzouki - violon - chœurs), Dan Axtell (claviers - chœurs)
- What Goes Around ... (2001)  : What Goes Around * Breathe * Angel * Perfection * Jigsaw * Changes * Touch too Much * Live Again * Liberate * Shelter * Hole Inside My Heart * Departure
Musiciens  : John McManus (chant - basse - flûte - cornemuse - percussions), Pat McManus (guitare - bouzouki - violon - chœurs), Dan Axtell (claviers - chœurs)